# Körnerstraße 32 (Offenbach am Main)

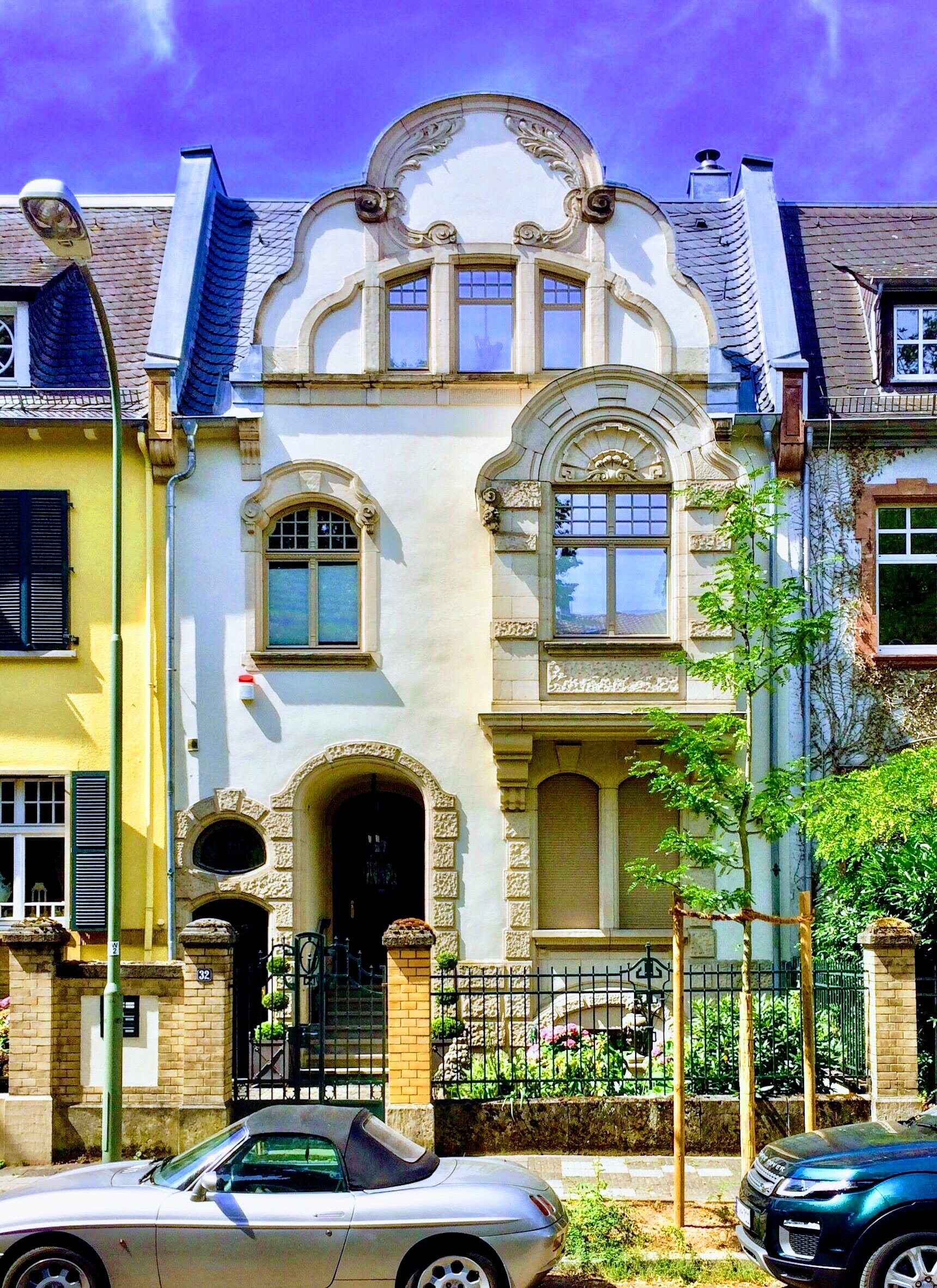
Das Wohnhaus Körnerstraße 32 in Offenbach am Main

Das Reihenhaus Körnerstraße 32 im Westend von Offenbach am Main ist ein unter Denkmalschutz stehendes Wohngebäude.

## Geschichte und Bauausführung
Zwischen Geleits- und Lützowstraße errichtete das Offenbacher Bauunternehmen Gebrüder Hasenbach ab 1905 sieben Reihenhäuser in der Körnerstraße. Alle Reihenhäuser wurden durch Kriegseinwirkung im Zweiten Weltkrieg teilzerstört, und ihr Wiederaufbau erfolgte in sehr unterschiedlicher Art und Weise.
Die Fassaden des Ensemble sind in Zweigeschossigkeit und Zweizonigkeit einheitlich ausgeführt. Der Bauschmuck bedient sich des Formenreichtums des Historismus und ist an jeder Fassade unterschiedlich gestaltet. Nummer 32 ist ein qualitätvolles Beispiel dieser pittoresken Reihenhauszeile und steht daher – neben dem Gebäude Körnerstraße 26 – unter Denkmalschutz.
Der zweigeschossige Bau präsentiert sich mit verputzter Fassade und reichen Sandsteinverzierungen. Am ersten Geschoss befindet sich ein Erker mit halbrundem Giebel mit einem Muschelmotiv auf kräftigen Konsolen. Am ausgebauten Dachgeschoss findet sich ein hoher Frontgiebel mit floralem Motiv. Am Erdgeschoss ist ein halbrundes Portal und ein kleinerer Bediensteteneingang ausgeführt. Die Werksteine der Gewände sind teilweise rustiziert gearbeitet. Die Fenster des Gebäudes sind unterteilt und die Einfriedung erhalten.
Die Renovierung des Gebäudes wurde mit dem Denkmalschutzpreis der Stadt Offenbach des Jahres 2013 gewürdigt.
Das Gebäude ist Kulturdenkmal aus geschichtlichen und künstlerischen Gründen.